# Damir Mirković
Damir Mirković (Sarajevo, 6 gennaio 1977) è un ex cestista bosniaco.

## Carriera
Con la Bosnia ed Erzegovina ha disputato i Campionati europei del 1999.